# A-232
A-232は、化学兵器（神経剤）として開発された有機リン化合物。ノビチョクの一種。